# Francesco Tiberi Contigliano
Francesco Tiberi Contigliano, italijanski rimskokatoliški duhovnik, škof in kardinal, * 4. januar 1773, † 28. oktober 1839.

## Življenjepis
2. oktobra 1826 je bil imenovan za naslovnega nadškofa; v decembru istega leta je prejel duhovniško posvečenje in 27. decembra 1826 še škofovsko posvečenje.
9. januarja 1827 je bil imenovan za apostolskega nuncija v Španiji.
30. septembra 1831 je bil izvoljen za kardinala in pectore. 2. julija 1832 je bil razglašen kot kardinal.
1. avgusta 1834 je bil imenovan za nadškofa Jesija in ustoličen kot kardinal-duhovnik pri S. Stefano al Monte Celio; s škofovskega položaja je odstopil 18. maja 1836. 